# Sucharjevskaja (stanice metra v Moskvě)

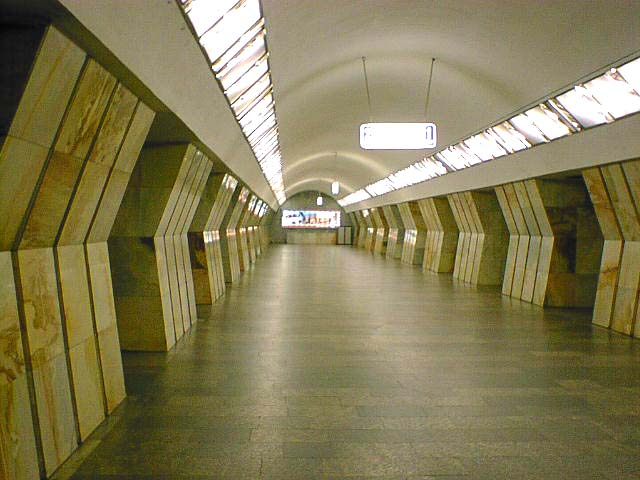
Nástupiště stanice Sucharjevskaja

Sucharjevskaja (rusky Сухаревская, do roku 1990 Kolchoznaja rusky Колхозная; název byl změněn v časech Perestrojky a dnešní je odvozen z Sucharjevského náměstí, jež se poblíž nachází) je stanice moskevského metra na Kalužsko-Rižské (oranžové) lince. Nachází se pod centrem města.

## Charakter stanice
Stanice je trojlodní, ražená, (43 m hluboko pod zemí) s plnou délkou střední lodi. Výstup z ní vede jen jeden, po eskalátorovém tunelu do podpovrchového vestibulu, umístěného pod křižovatkou ulic Sretěnka a Sadovoje Kolco.
Architektonické ztvárnění stanice je velmi strohé. Stěny, a to jak střední lodi stanice, tak i těch bočních, pokrývá mramor okrové barvy; na stěnách za nástupištěm jsou pak umístěné v určitých odstupech reliéfy s tematikou zemědělství (to bylo též i hlavním tématem při ztvárnění této stanice).
Stanice je otevřená od 31. prosince 1972, denně ji využije 39 tisíc lidí (1999).

## Sucharevskaja v kultuře
Ve stanici Sucharevskaja se odehrává část děje knihy Metro 2033 od Dmitrije Gluchovského.